# Irački gerilci
Irački gerilci, rezultat su sinteze više frakcija: nakon lustracije (de-Baathifikacije) otpuštenih vojnika, dočasnika i časnika iz bivše vojske Sadama Huseina, stranih dobrovoljaca iz arapskih zemalja, islamske terorističke organizacije Ansar al-Islam, i same al-Qaide Osame bin Ladena. Njihov cilj bio je protjerivanje snaga koje su nakon rata okupirale Irak te uspostava islamske fundamentalističke države na tlu Iraka. Njihovi napadi (gerilski ili teroristički napadi eksplozivom) pogađali su američke i ostale koalicijske vojnike, novoutemeljenu iračku policiju, ali nažalost i civile. Gerilske metode iračkih gerilaca bile su zasjede, napadi raketnim bacačima i lakim vatrenim oružjem i eksplozije mina, a terorističke metode su eksplozije bombi, autobombi, samoubilački napadi autobombama te otimanje i ubojstvo stranaca. Jedan od njihovih vođa bio je Jordanac Abu Musab al-Zarqawi koji je znao izjavljivati kako on sam ubija strance u krvavim snimkama koje kruže internetom.